# Gabriel Naouri
Gabriel Naouri, né le 6 juillet 1981, est un dirigeant et entrepreneur français. Il est le fondateur de Majorelle Investments et fut le cofondateur et président de Yandex.Market, plateforme internationale de commerce en ligne, et avant cela directeur adjoint des opérations internationales du groupe Casino.

## Biographie

### Formation
Gabriel Naouri est diplômé d’un master de mathématiques appliquées à l'Université Paris-Dauphine. Il a suivi en 2011 le programme « Global Leadership and Public policy » de l'Université d'Harvard. Gabriel Naouri est un administrateur de sociétés certifié par Sciences Po Paris et NYSE Euronext.

### Débuts professionnels
En 2004, Gabriel Naouri rejoint Rothschild & Cie à New York, au sein de son département fusions & acquisitions. Il rejoint L'Oréal USA en 2006, toujours à New York, comme marketing manager dans sa division produits grands publics (Garnier).

### Groupe Casino
Gabriel Naouri a rejoint en 2007 le Groupe Casino. Sur le modèle de Michelin, il fait tout d'abord ses classes au Géant Casino de Rennes où il passe par tous les métiers (boulanger, pâtissier, boucher, caissier, agent d’entretien…). Après avoir été chef de rayon fruits et légumes au Géant Casino de Mandelieu-la-Napoule, Gabriel Naouri a été successivement directeur d'hypermarché, au Géant Casino de Fenouillet à Toulouse, puis directeur des opérations hypermarchés Géant Casino, l'enseigne d'hypermarchés du Groupe Casino,.
En juin 2012, Gabriel Naouri est nommé directeur de la marque, du numérique et de l'innovation du groupe Casino. Il pilote le forage du groupe dans la réalité augmentée, le NFC et les Casino Drive.
Entre 2014 et 2017, il est directeur adjoint des opérations internationales du groupe Casino. Au sein de cette direction, qui gère plus de 12 000 magasins dans le monde, Gabriel Naouri pilote notamment le lancement du marché en ligne Cdiscount au Vietnam et en Thaïlande. Il est par ailleurs durant ces 3 années successivement administrateur de Big C Thaïlande, Big C Vietnam et de Hipermercados Libertad (es) Argentine, filiales du groupe Casino. En 2017, il s'associe au fonds d'investissement américain Advent International pour la reprise non-finalisée de The Body Shop, initiant son départ du groupe Casino, groupe qu'il quitte en juillet 2017.

### Nouvelles technologies
À la suite de sa sortie du groupe Casino, Gabriel Naouri est senior advisor de Motoya Okada, PDG du groupe de grande distribution et de services financiers Æon. Il investit personnelement dans la plateforme de santé Trictrac, dans la société d'accessoires d'infirmerie Jaanuu, et dans le site de commerce en ligne Boxed.com (en). En 2018, il cofonde la société de commerce en ligne Yandex.Market et lève 500 millions de dollars pour son lancement,, puis cède ses parts en juin 2020 à Arkadi Voloj (ex-CEO et cofondateur de Yandex) pour $1,5 milliard.

### Maisons du Monde
En août 2020, Gabriel Naouri, via la société Majorelle Investments, conjointement détenue avec Daniel Křetínský, passe la barre des 5 % du capital de la société cotée Maisons du Monde.
En mars 2021, Majorelle Investments annonce détenir plus de 10 % du capital de la société.
En novembre 2021, Gabriel Naouri associé au fonds Apollo Global Management rachète les parts de Daniel Křetínský, dans Majorelle Investments.
En mars 2022, Majorelle Investments annonce détenir plus de 16 % de Maisons du Monde. En juin 2023, Majorelle passe le cap des 25% dans Maisons du Monde et nomme Naouri à son conseil d'administration.
Majorelle Investments est une société d'investissement conjointement détenue par Gabriel Naouri et Apollo Global Management.
En janvier 2025, à travers sa société Sana Holdings, il devient actionnaire de la marque américaine de mode True Religion (en).

## Prix et récompenses
- Young Global Leaders par le World Economic Forum (2008)[26]
- Nommé parmi les 30 trentenaires les plus influents de France selon le magazine L’Optimum (2009[27], 2010, 2011, 2012)
- Nommé parmi les 100 leaders économiques de demain par l'Institut Choiseul (2013, 2014, 2015, 2016, 2017, 2018[28], 2019[29], 2020 et 2021) et publié dans Le Figaro Magazine[source insuffisante]
- 2e du classement Choiseul 100 2021 qui recense les jeunes dirigeants économiques français de moins de quarante ans

## Vie privée
Gabriel Naouri est le fils de l'homme d'affaires Jean-Charles Naouri,.